# عزلة آل مشعل (مأرب)

تعديل مصدري - تعديل

عزلة آل مشعل هي إحدى عزل مديرية مأرب في محافظة مأرب اليمنية ويبلغ تعداد سكانها 1804 نسمة حسب التعداد السكاني في اليمن لعام 2004.

## روابط خارجية
- الجهاز المركزي للإحصاء بالجمهورية اليمنية
- المركز الوطني للمعلومات باليمن
- World Gazetteer:Yemen
- الدليل الشامل